# Trust
För andra betydelser, se Trust (olika betydelser).
En trust (från det engelska ordet trust, förtroende) är ett juridiskt begrepp inom bland annat skatterätten och är en företeelse inom anglosfären, som därför saknar direkt motsvarighet i svensk rätt. Närmaste juridiska figur som kan sägas likna trusten är stiftelsen och då i synnerhet familjestiftelsen. Den främsta skillnaden är där att trusten till skillnad från stiftelsen inte är en juridisk person men även andra rättigheter som genom etablerad rätt tillerkänts i den anglosaxiska rätten har därmed ingen direkt motsvarighet i svensk rätt. 
Företeelsen vilar på en brittisk rättstradition som har sina rötter från korsfarartiden, då egendom behövde tryggas under ägarens bortovaro. Genom praxis har konceptet utvecklats i länder som tillämpar common law och finns bl.a. i USA, Canada, Australien och Nya Zeeland.

## Historia

### Medeltid
Trustens framväxt kan spåras tillbaka till medeltidens England där man under 1100 - 1200-talet började kunna förmedla äganderätten till fast egendom till en förvaltare, feoffee. Feoffeen förvaltade egendomen utifrån de instruktioner han hade fått, till förmån för stiftaren eller tredje man. Skälen till detta är att common law ansågs medföra oönskade begränsningar i äganderätten till fast egendom, främst i fråga om möjligheten att överlåta markegendom genom arv. Genom lösning, ett förordnande om förvaltning och användning av marken, kunde man öka dispositionsmöjligheterna av egendomen avsevärt och samtidigt undvika vissa feodala avgifter.[källa behövs]
I samband med detta utvecklades termen use för det förordnande som förvaltaren fått i uppdrag att utföra. I förordnanden förekom denna term i uttryck som ”to the use of”.[källa behövs]

### 1500-tal
Under ätten Tudor kom kungamakten i den första halvan av 1500-talet att söka begränsa rättsinstitutet use men fick sedermera göra eftergifter efter påtryckningar från aristokratin för vilken markägandet och förmågan att disponera över det var av stor vikt. Den andra halvan av 1500-talet kom därför begreppet trust med syfte på use att tolereras och få ett allt starkare fotfäste.[källa behövs]

### Modern tid
Under den tidiga industriella framväxten i England kom trustens värde att öka då den kunde användas även till annat än att förvalta markegendom. De tillgångar som nu skulle förvaltas ställde andra krav på förvaltaren och ledde så småningom till utvecklandet av nya regler och principer som fortfarande lever kvar än idag, såsom krav på förvaltarens skicklighet, omsorg, delegation, vägledning inför investeringar och frånträde från förvaltarrollen.[källa behövs]

## Syfte
En trust kan inrättas om en stiftare (the settlor) uppdrar åt en förvaltare (the trustee), att handha egendom till förmån för en eller flera förmånstagare (the beneficiaries). Stiftaren ska ha rättshandlingsförmåga och kan vara en fysisk eller juridisk person. Stiftarens avsikt med förvaltningsuppdraget anges i en trusturkund (the trust deed). Trustförordnandet är ett bindande avtal mellan stiftaren och förvaltaren, som ger upphov till obligationsrättsliga förhållanden mellan de inblandade parterna. Genom förordnandet får förvaltaren det ekonomiska ansvaret för egendomen. Denne har att disponera och förfoga över trustegendomen för ett visst ändamål i enlighet med de anvisningar som stipulerats i urkunden. Förvaltaruppdraget kan innebära vittgående befogenheter och förvaltaren anses därför som ägare (the legal owner) till egendomen under uppdragstiden. Denna äganderätt är dock endast formell och förvaltaren kan inte för egen del hävda äganderätt till egendomen. Kostnader förknippade med förvaltningen får tas ur egendomen eller avkastningen av denna. Förvaltaren har rätt och är skyldig att använda egendomen inom ramen för de befogenheter som givits och detta på ett sätt som främjar förmånstagarnas intressen. Trustegendomen och dess avkastning ska således tillkomma förmånstagarna, som anses ha en s.k. equitable title till egendomen. 
Egendomen är under uppdragstiden sakrättsligt skyddad och får inte tas i anspråk av vare sig stiftarens, förvaltarens eller förmånstagares borgenärer. Det är vanligt att stiftaren, vid sidan av urkunden, ger uttryck för sin vilja i instruktionsbrev (letter of wishes). Sådana önskemål är visserligen inte juridiskt bindande för förvaltaren, men det ligger i sakens natur att denne följer sådana anvisningar. Stiftaren kan dessutom ge en beskyddare (the protector) i uppdrag att kontrollera att förvaltaren verkligen fullföljer stiftarens intentioner. Beskyddaren kan ha utrustats med vetorätt, vilket medför att förvaltaren i vissa väsentliga frågor, såsom förändringar av förmånstagarkretsen, kan behöva inhämta samtycke från beskyddaren. Vidare kan beskyddaren ha givits rätt att utse en ny förvaltare och rätt att flytta trusten till en annan jurisdiktion.  Om stiftaren förbehåller sig att rätten att ändra förmånstagarkretsen har denne möjlighet att inträda som förmånstagare och själv tillgodogöra sig ur trustegendomen. Sådana förordnanden brukar benämnas limbo trust och får till följd att någon avhändelse av egendom inte anses ha ägt rum.
Svensk skattelagstiftning har haft problem med att hantera de frågor som hänger samman med svenska skattskyldiga som erhåller utdelning från en utländsk trust. Ska inkomsten beskattas och i så fall hur? Är det inkomst av kapital eller periodiskt understöd (inkomst av tjänst)? Det finns flera rättsfall i frågan. 

## Annan betydelse
Ordet trust kan även syfta på den företeelse som utgörs av en sammanslagning av företag inom en bransch med syfte att minska konkurrensen och därmed kunna kontrollera priserna. Företagen i trusten ger upp sin självständighet och får en enhetlig ledning. Se artiklar Monopol och Kartell.